# KLM Cargo
KLM Cargo – holenderskie linie lotnicze cargo wchodzące w skład holdingu Air France-KLM Cargo. Główną siedzibą linii jest port lotniczy Amsterdam-Schiphol. KLM Cargo lata do ponad 200 miejsc na świecie rocznie. W 2011 roku maszyny KLM Cargo zaczęły być operowane przez linie lotnicze Martinair należące do linii KLM.
Partnerzy:
- Air France Cargo
- China Southern Cargo
- Delta Cargo
- Kenya Airways Cargo
- MASkargo
- Nippon Cargo Airlines
- TNT Airways

Flota:
4x Boeing 747-400ERF PH-CKA | PH-CKB | PH-CKC | PH-CKD
Obroty linii:
- Obrót: 3,2 mld euro
- Przewożonego ładunku: 1,5 miliona ton